# Більге-каган
Більге-каган (ст.-тюрк. 𐰋𐰃𐰠𐰏𐰀:𐰴𐰍𐰣; 683 — 25 листопада 734) — 4-й каган Другого Східнотюркського каганату у 716—734 роках. Повне ім'я Тенгрі Тюрк Більге-каган. Держава за його панування досягла найбільшого політичного й економічного піднесення.

## Життєпис

### Молоді роки
Походив з династії Ашина. Старший син Ельтеріш-кагана. Народився 683 року, отримавши ім'я Богю. Після досягнення повноліття змінив ім'я на Могилянь. 699 року Капаган-каган призначив Могиляня шада-тардушем, в той час як той розраховував стати офіційним спадкоємцем.
700 року разом з братом Кюль-тегіном придушив повстання племені байирку, яке мешкало у Східному Забайкаллі. Вирішальна битва відбулася біля озера Торей (у районі між річками Онон і Керулен). Того ж року брав участь в поході на тангутів, яких було переможено.
У 701 році відзначився у поході проти народів відомих у тюрків як «алти чуб согдак». Припускають, що це 6 шість чуйських племен — чуюе, чуми, чумугунь, чугань, шато. 702 року завдав поразки танському війську в битві біля гори Идук-Баші. У 703 році брав участь в успішному поході проти басмалів. У 705 році завдав рішучої поразки танському війську.
У 709 році спільно з Тоньюкуком очолив кампанію проти Тюргеського й Киргизького каганатів, що вступили в союз з імперією Тан. В битві на Орулені було завдано тяжкої поразки киргизам. 710 року на чолі війська таємними тропами перейшов через Саянський хребет, несподівано напав на киргизьке військо, завдавши супротивникові тяжкої поразки. У битві загинув киргизький володар Барс-каган. За цим спільно з молодшим ханом Богю атакував Тюргеський каганат. Тюрки форсували Чорний Іртиш і біля річки Болчу розбили тюргешів і захопили у полон їхнього хана Соге. Далі просувалися на південь, зібрали велику данину у Согдіані, але зіткнулися з арабами Кутайби і відступили.
713 року спробував захопити танську фортецю Бешбалик, але зрештою змушений був відступити. 714—716 роках брав участь у численних кампаніях проти карлуків, огузів й уйгурів. 716 року після загибелі Капаган-каган висунув претензії на трон. Проте його стриєчний брат Богюзміг провів церемонію сходженню до влади, прийнявши ім'я Інел-каган. Втім Кюль-тегін, брат Могиляня, повалив останнього, передавши трон братові. Той став Більге-каганом.

### Каган
Усі радники Капаган-кагана були страчені. Його тесть Тоньюкук отримав титул апа-тархана (очільника східного крила), а брат Кюль-тегін молодшого хана. Той відповідав за військові походи та зовнішню політику. Втім становище були непевним, оскільки багато племен та родичів не підкорялися. Більге-каган вирішив, що війна з імперією Тан згуртує тюрків. Тоньюкук відрадив його, вказавши, що держава на тепер не має достатньо військ. Також Тоньюкук відрадив кагана будувати китайські храми і стіну в ставці, оскільки Більге-каган планував створювати міста за китайським зразком та прийняти буддизм. Але Тоньюкук зауважив, що прийняття буддизму принесе пацифізм серед населення, а збереження тенгризму необхідно тюркам, щоб вижити.
Невдовзі повстали токут-огузи, яким було завдано поразки в битві на річці Селенга. 717 року було завдано нової поразки токут-огузам, що намагалися прорватися до Ордосу. За цим приборкано племена татабів в горах Хінгану. Ямтара-тудун завдав поразки карлукам.
720 року танський імператор Сюань-цзун в союзі з племенами басмалів, татабів й киданів виступив проти каганату. Спочатку було завдано поразки басмалам. У 720 і 721 роках двічі завдано поразки біля Лянчжоу танському війську. За цим переможено киданів. 721 року було укладено мирну угоду з імператором, за якою в Шофані відкрито міновий ринок, а імперія щорічно в якості данини передавала близько 200 тис. рулонів шовку. З цього часу встановлюються мирні відносини з китайцями. За домовленістю щорічно до танського імператора прибував знатний тюрок, що брав участь в імператорських урочистостях. В середині Китаю це пропагувалося як визнання Східнотюркським каганатом влади танського імператора.
722 року завдано поразки татабам, при цьому було знищено багато жінок й дітей. 727 року відмовив тибетському імператору Меагцому в укладанні антикитайського союзу.
730 року Кетугань, хан киданів, визнав зверхність кагана. 731 року помирає Кюль-тегін. У 732 році почалися напади киданів на танські землі, чому каган не заважав. Навпаки 733 року надав власні війська, але Кетугань у битві біля гори Тункер кидані зазнали нищівної поразки. У 734 році кагана було отруєно тюрком Буйрук-чором, прихильником Тибету, але Більге-каган перед смертю встиг того стратити. Йому спадкував син Йоллиг-тегін.

## Пам'ять
2010 в монгольському аймаку Уверхангай була урочисто відкрита дорога імені Більге-хана, що веде від Хархоріна до музею Орхонської долини.